# رودریگو سالیناس (بازیکن فوتبال، زاده ۱۹۸۶)
رودریگو سالیناس (انگلیسی: Rodrigo Salinas؛ زادهٔ ۴ ژوئیهٔ ۱۹۸۶) بازیکن فوتبال اهل آرژانتین است.
از باشگاه‌هایی که در آن بازی کرده‌است می‌توان به باشگاه فوتبال گودوی کروز و باشگاه فوتبال روساریو سنترال اشاره کرد.